# Ondřej Mihálik
Ondřej Mihálik (Jablonec nad Nisou, 2 april 1997) is een Tsjechisch voetballer. Hij stond tot medio 2020 onder contract bij AZ, waar hij echter nooit door wist te breken.